# Хозяин

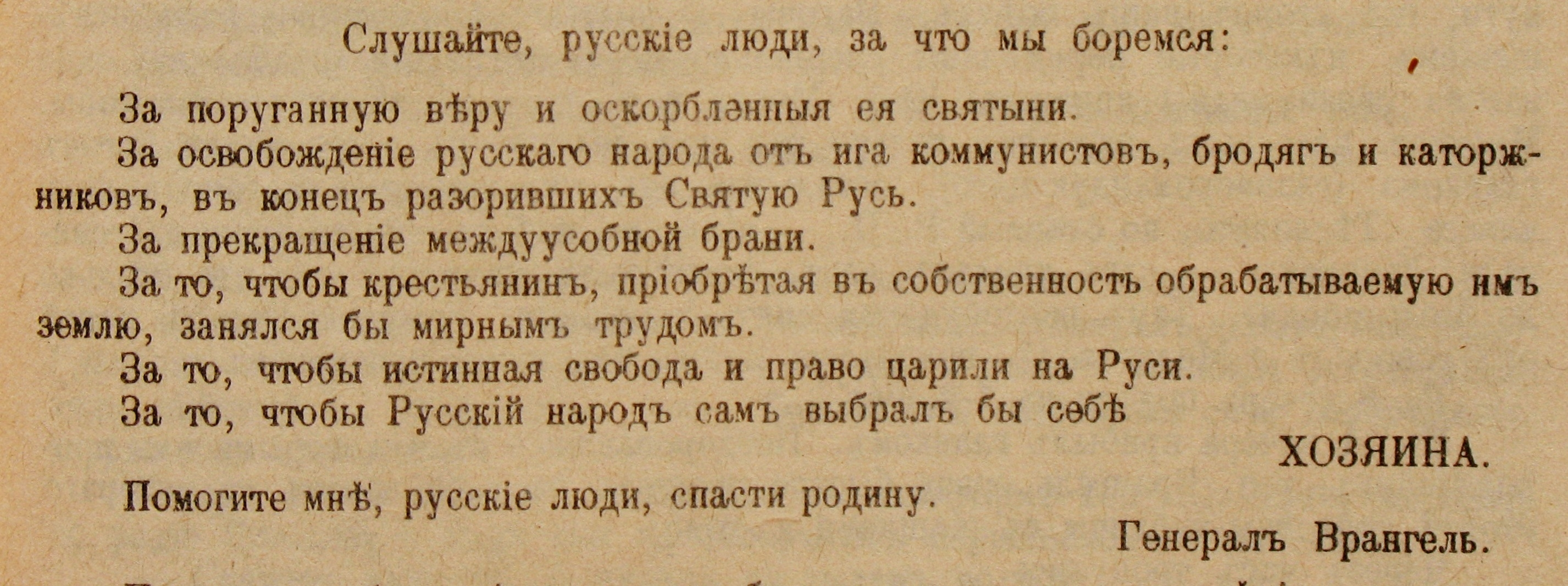
Приказ П. Н. Врангеля о хозяине, 1920 год.

Хозяин — в русской экономической традиции собственник, обладающий определённым набором нравственных установок.

## Этимология
Согласно этимологическому словарю русского языка под редакцией М. Р. Фасмера, слово «хозяин» является заимствованием из тюркских языков. Так, например, в казахском языке (относится к тюркским языкам) каз. қожа и каз. қожайын — хозяин.

## В XVI—XIX веках
Выделение хозяев в качестве особой категории собственника впервые появляется в учительной литературе XVI—XVII веков, характерным примером которой стал «Домострой». Философы этого периода рассматривают экономическую деятельность как разновидность религиозного подвига. Среди качеств хозяина выделяют рассудительность, знание практической стороны дела, заботу о материальном и особенно нравственном положении подчинённых.
В период развития капиталистических отношений стало актуальным противопоставление хозяина и «хищника», «дельца». Уже в XVIII веке одним из критериев принадлежности к хозяевам считалось стремление к «общей пользе». В XIX веке в предпринимательской среде формируются представления об идеальном хозяине — человеке честном, аскетичном, патриотически настроенном.

## В евразийстве
Теория хозяина получила наибольшее раскрытие в философии евразийцев. Особенное значение ей придавал П. Н. Савицкий. Для Савицкого хозяин (человек или коллектив) — посредник между экономической и религиозной сферами. Истинная цель такого собственника — уподобиться Богу, являющемуся идеальным Хозяином. Важнейшими чертами хозяина философ считал попечение о работниках и «ценение» хозяйства, не совпадающее, однако, со стремлением извлечь максимальную выгоду.
Систему, при которой хозяйские принципы раскрылись бы в наибольшей степени, Савицкий назвал «хозяйнодержавием». Она стала своеобразным вариантом славянофильской соборности. При хозяйнодержавии, основанном (в отличие от капитализма и социализма) на духовных ценностях, было бы возможно наилучшее, по мнению евразийцев, взаимодействие личности и общества.
Отмечается, что некоторые положения теории Савицкого имеют сходство с законодательными актами времён Николая II (например, с принятым в 1911 года «Положением о землеустройстве»).

## В советское время
В Союзе ССР была распространена идеологема о рабочем и крестьянине как хозяине производства. Фактически же их хозяйствование сводилось к общественной работе, а не управлению предприятиями. Материальное положение зачастую также не соответствовало статусу «хозяина». К концу советского периода эти противоречия стали осознаваться особенно остро.
В 1989—1990 годах проводились социологические опросы среди трудящихся, позволившие выявить набор качеств, которые должны характеризовать «рабочего-хозяина». Эта картина резко отличается от традиционной. Во главу угла ставятся трудолюбие и дисциплинированность, при этом непосредственное влияние на принятие решений в глазах пролетариев обладало низкой ценностью. По мнению социологов, это свидетельствует о сложившейся за годы советской власти «антихозяйской» картине мира.